# Oulad Ali
Oulad Ali (appelé également Oulad Ali Ben Athman ou en kabyle Aït Ali U Athmane) est un village et agglomération chef-lieu de la commune de Draa Kebila en Algérie. Il fait partie de la Petite Kabylie.

## Géographie
Le village est situé dans la wilaya de Sétif. Il est situé à environ 28 km au nord ouest de Bougaa, à environ 70 km au nord-ouest de Sétif et à 330 km environ à l'est d'Alger.

## Agriculture et récolte
Oulad Ali Ben Athman est une commune riche en verdure, en agriculture et en massifs montagneux dont elle a une vue sur le mont Takintoucht. C'est aussi une commune où les agriculteurs cultivent les olives pour en faire de huile d'olive (Zite ou azemmour), la récolte et la fabrication se font en hiver ; on y cultive aussi beaucoup de fruits selon les saisons, en particulier les figues (tibexsisine) et les grenades (errmane).

## Implantation urbaine
Actuellement le village dispose d'un Collèges d'Enseignement Moyen (CEM), un lycée et cinq mosquées : une au milieu du village et une autre vers la sortie du village en partant vers Ouled Kebila (commune voisine) située à environ 6 km.